# Katherine Diamond
Katherine Diamond (Los Ángeles, 9 de abril de 1954) es una arquitecta estadounidense. Fue la primera mujer presidenta del capítulo de la ciudad de Los Ángeles del Instituto Americano de Arquitectos.

## Carrera
Diamond actualmente es socia de la firma Siegel Diamond Architects con base en la ciudad de Los Ángeles, California.

## Premios y reconocimientos
- Los Angeles Business Council Urban Beautification Award - por el conmutador de la estación de tren en "Baldwin Park"[2]
- Los Angeles Business Council Urban Beautification Award - por el diseño de 4 estaciones de tren[2]
- National Commercial Builders Council Award of Excellence - por el parque "Beyond the Park", Torrance, CA[2]
- City of Los Angeles Beautification Award - por el edificio "Otto Nemenz International"[2]

## Exhibiciones
- 100 Projects - 100 Years - AIA Los Ángeles[2]
- Broadening the Discourse - Los Ángeles[2]
- The Exceptional One and Many More[2]
- Women in American Architecture 1988-1989: A Southern California Perspective -AIA Los Ángeles[2]

## Proyectos notables
- LAX Torre de control aéreo[2]
- Planta central del "Davis Medical Center"[2]
- Estación de tren de Universal City[2]
- Auditorio de servicios UCI[2]
- New Jefferson Elementary School[2]
- Conmutador de la estación de tren en Baldwin Park[2]
- Richstone Family Center[2]